# 硝煙のカンサス
『硝煙のカンサス』（しょうえんのかんさす、原題:The Kansan）は、1943年に製作されたアメリカの西部劇映画。

## あらすじ
流れ者ジョンは南北戦争終結直後のカンザスを訪れ、偶然居合わせた現場で強盗団を撃退したことから有力者スティーヴの信頼を得、彼の後押しで保安官に任じられる。スティーヴの弟ジェフや恋人エレノアの知遇も得るが、やがてエレノアを巡ってジェフと争う立場に陥る。スティーヴは地域の金融を支配している上、土地の私有化を狙って出入りする人間に通行料を課しており、トラブルが相次ぐ。
ジョンを狙うハットンが姿を現わし、トムの協力で逮捕に成功するが、スティーヴは保釈金を払ってハットンを釈放させ、通行料で揉めていたトムがハットンに殺害される。更にジェフが起こした事件もうやむやにされるが、ジョンはスティーヴの正体がステファンという名の犯罪者であることを突き止め、事業から手を引かせる。
その後、ジェフは町から出てハットンと遭遇。ハットンはジョンに報復する気でおり、ジェフはエレノアが巻き込まれるのを避けるため町の入り口の橋にダイナマイトを仕掛けさせる。ハットン一味とジョン達は橋を挟んで対峙。不審に思ったハットンはジェフに先に橋を渡らせる。ジェフが先頭にいるのを知ったジョンは爆破をやめさせようとするが、既にスイッチが入っておりジェフは爆死。銃撃戦の末、ハットン一味は全滅。ジョンとエレノアは町の人々が歓迎する中結婚した。

## キャスト
- ジョン・ボニウェル - リチャード・ディックス（日本語吹替：西田昭市）
- エレノア・サーガー - ジェーン・ワイアット
- スティーヴ・バラット - アルバート・デッカー（日本語吹替：新井和夫）
- トム・ワゴナー - ユージン・ポーレット
- ジェフ・バラット - ビクター・ジョリー
- マラキ - ロバート・アームストロング
- スーブレット - ベリル・ウォーレス